# ۱۰۵ (پیش از میلاد)
۱۰۵ (پیش از میلاد) ۱۰۵مین سال قبل از تقویم میلادی است.